# Operativ kontrol
Operativ kontrol (OPCON) er styring af militære enheder på det operative niveau.
På det operative niveau planlægger myndigheden hvad enhederne skal foretage sig på det overordnede plan sørger for at enheden har det nødvendige personel, samt sørger for, at deres træningstilstand til stadighed er på et tilfredsstillende niveau, så flest mulige opgaver kan løses.
Som hovedregel niveaudeler man i tre:
- Strategisk
- Operativt
- Taktisk

Det kan ofte være svært helt, at skelne hvor grænsen går imellem niveauerne. I søværnet er enhederne i dansk farvand under OPCON af Marinestaben og under taktisk kontrol (TACON) af, et af de to marineovervågningscentre.